# Tetraethylenglykoldimethylether
Tetraethylenglykoldimethylether (zkráceně TEGDME nebo tetraglym) je polární aprotické rozpouštědlo se značnou chemickou a tepelnou stabilitou. Jeho vysoká teplota varu a stabilita z něj vytváří ideální látku pro separační proces a vysokoteplotní reakce. TEGDME se rovněž používá v lithium-iontových akumulátorech.